# Kira Grünberg

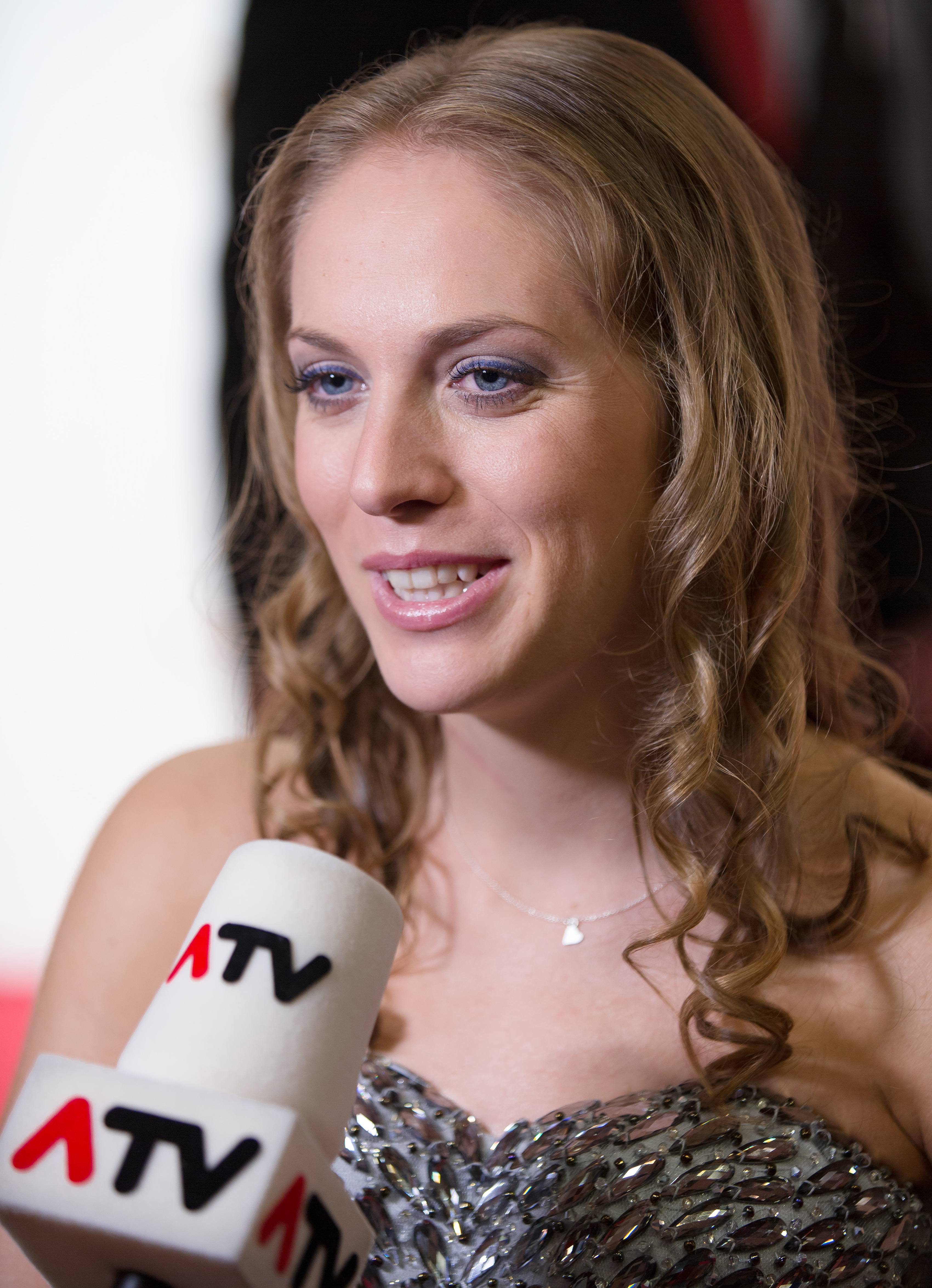
Kira Grünberg (2015)

Kira Grünberg (* 13. August 1993 in Innsbruck) ist eine österreichische Politikerin und ehemalige Stabhochspringerin. Seit August 2014 hält sie den österreichischen Rekord im Stabhochsprung. Seit einem schweren Trainingsunfall im Juli 2015 ist sie querschnittgelähmt. Bei der Nationalratswahl 2017 wurde Grünberg auf der Liste der Österreichischen Volkspartei (ÖVP) in den Nationalrat gewählt, dem sie bis zum 23. Oktober 2024 angehörte. Seit dem 3. Juli 2025 ist sie erneut Nationalratsabgeordnete.

## Werdegang

### Leichtathletik
Kira Grünberg entwickelte im Alter von sieben Jahren ihr Interesse am Stabhochsprung, als sie die Leichtathletik-Weltmeisterschaften im Fernsehen mitverfolgte. Dem Kinderturnen folgte eine allgemeine Leichtathletikausbildung, danach spezialisierte sie sich bereits nach wenigen Jahren auf den Stabhochsprung.
Erster Trainer wurde ihr Vater Frithjof Grünberg, selbst ein ehemaliger Stabhochspringer, weil sich in Innsbruck kein anderer Trainer gefunden hatte. Trainiert wurde Grünberg später außerdem von Rainer Schopf, der für den Sprintbereich zuständig war. Der ehemalige deutsche Bundestrainer und heutige Schweizer Nationaltrainer Herbert Czingon arbeitete mit Grünberg als Teilzeittrainer und enger Berater zusammen. Das Training bestand aus Kraft-, Lauf- und Technikelementen. Für die akrobatische Balance gab es eigene Übungen. Um ihre turnerische Leistung als Stabhochspringerin zu verbessern, trainierte sie im Dezember 2014 einige Tage mit dem deutschen Turner Fabian Hambüchen.
Grünberg gehörte seit 2012 dem Heeressportzentrum Innsbruck an. Als Heeressportlerin im Dienstrang Korporal konnte sie sich voll dem Training widmen. Als Mitglied des „Hope Kader für Rio 2016“ wurde sie seit dem Oktober 2014 vom Sportministerium gefördert, weil sie die Aussicht hatte, sich für die Olympischen Sommerspiele 2016 zu qualifizieren.
Im Herbst 2013 begann Kira Grünberg ein Pharmazie-Studium.
Seit ihrem 16. Lebensjahr war Grünberg, die für den ATSV Innsbruck startete, bei mindestens einer internationalen Meisterschaft am Start, von den U18-Weltmeisterschaften 2009 bis zu den U23-Europameisterschaften 2013, und erreichte dabei mehrere Finalplatzierungen. Sie übertraf die österreichischen Rekorde in den Altersklassen U16 (3,72 m), U18 (4,01 m), U20 (4,15 m), U23 (4,45 m) und schließlich auch in der Allgemeinen Klasse (4,45 m – Freiluft und Halle). Damit löste sie den 14 Jahre alten Rekord von Doris Auer (4,40 m) ab. Mit 4,45 m, aufgestellt während der Europameisterschaften in Zürich, hält sie seit dem 12. August 2014 den österreichischen Rekord im Stabhochsprung und qualifizierte sich für das EM-Finale der besten 13. In der Europarangliste lag die damals Zwanzigjährige im Jahr 2014 auf Rang 27, in der U23-Klasse auf Rang 3.
Im März 2015 überquerte sie bei den Halleneuropameisterschaften in Prag 4,45 m. Diese Höhe bedeutete den neuen österreichischen Hallen-Rekord. Im Juni 2015 erreichte Grünberg bei den Europaspielen 2015 in Baku (Leichtathletik-Team-Europameisterschaft) die volle Punktzahl und den ersten Platz mit Saisonbestleistung von 4,35 m.
Bei der Tiroler Meisterschaft der Allgemeinen Klasse Anfang Juli 2015 übersprang sie 4,40 m und sicherte sich den Tiroler Meistertitel.
Am 10. Juli 2015 wurde Grünberg bei den Leichtathletik-U23-Europameisterschaften 2015 in Tallinn mit übersprungenen 4,35 m Vierte von insgesamt 32 Teilnehmerinnen.

### Unfall 2015
Am 30. Juli 2015 verletzte sich Kira Grünberg bei einem Trainingssprung schwer. Es handelte sich um einen der ersten Trainingssprünge nach einer Verletzung am Sprunggelenk und einer Serie nach dem Aufwärmen, der mit nur acht Schritten Anlauf durchgeführt wurde. Sie platzierte den Sprungstab zwar richtig im Einstichkasten, doch entwickelte der Sprung zu wenig Tiefe. Grünberg landete vor der Matte und kam mit dem Hals auf dem hinteren Ende des Einstichkastens auf. Dabei zog sie sich einen Bruch des fünften Wirbels der Halswirbelsäule zu. Sie wurde ins Landeskrankenhaus Innsbruck eingeliefert, in dem sie fast zwei Stunden operiert wurde. Die Diagnose Querschnittlähmung stand schon vor der Operation fest; es ging bei dem Eingriff um die Stabilisierung der Halswirbelsäule und um die Vermeidung weiterer Schäden. Laut Feststellung der Ärzte sind die „Schädigungen permanent“.
In den kritischen ersten Tagen nach ihrem Unfall entwickelte sich Grünbergs allgemeiner Zustand nach Aussage ihres Arztes „zufriedenstellend bis gut“, es habe vor allem keine schwerwiegenden Komplikationen gegeben. Rund drei Wochen nach dem Unfall wurde Grünberg von der Uni-Klinik Innsbruck in die Reha-Klinik nach Bad Häring verlegt. Am 2. September 2015 berichtete ihr Manager Thomas Herzog erstmals von Fortschritten durch die Reha-Maßnahmen. Nach Meinung der Ärzte sei ihre mentale Stärke dabei von Vorteil. Sie selbst äußerte sich gegenüber ihrem Manager wie folgt:

„Ich weiß auch, dass ich jetzt eine Verantwortung habe, und werde versuchen, jeden Tag zu trainieren und zu kämpfen, so wie wir es früher auch gemacht haben. Vielleicht erreichen wir doch mehr, als alle glauben, und dann kann ich sicher vielen Menschen mit einem ähnlichen Schicksal etwas zurückgeben. Nämlich die Hoffnung und Kraft, die mir jetzt so viele Menschen schicken.“

Das Bundesheer erkannte die Querschnittslähmung als Folge eines Dienstunfalls an, womit die Heeressportlerin mit dem letzten Dienstgrad eines Korporals sozial abgesichert ist. Es trägt u. a. die Kosten für Behandlung und Rehabilitation.
Nach dem Unfall war die öffentliche Anteilnahme groß. So meldeten sich die beiden Paralympics-Sieger Günther Matzinger und Thomas Geierspichler sowie der bei Wetten, dass..? verunglückte Samuel Koch und boten Hilfe an. Auch der ehemalige Profi-Turner Ronny Ziesmer, der 2004 selbst schwer beim Training verunglückt war und seitdem querschnittgelähmt ist, wünschte der Sportlerin Glück und versprach Unterstützung. Bundespräsident Heinz Fischer und seine Frau Margit besuchten sie in der Innsbrucker Klinik und drückten ihre Anteilnahme aus. Der erfolgreichste Stabhochspringer in der Geschichte dieser Disziplin, Serhij Bubka, meldete sich ebenso bei ihr wie Stabhochsprung-Weltrekordhalter Renaud Lavillenie, der Grünberg am 3. September 2015 in der Reha-Klinik besuchte.
Zugunsten Grünbergs wurden Benefizveranstaltungen durchgeführt, an denen sich Prominente aus dem österreichischen und internationalen Sport sowie Hobbysportler beteiligten. Die von dem Leichtathletikcoach Wilhelm Lilge initiierte Benefizaktion „Laufen für Kira“ wurde bei der Wahl der Sportler des Jahres 2015 mit dem Preis für die „Sportler mit Herz“ ausgezeichnet. Mitte September 2017 wurde bekannt, dass Grünberg dank eines Exoskelettes vorsichtige Schritte machen kann.

### Politik seit 2017
Bei der Nationalratswahl in Österreich 2017 kandidierte sie auf Platz zehn der ÖVP-Liste und als Spitzenkandidatin der Tiroler Landesliste und wurde am 9. November 2017 als Abgeordnete angelobt.

Am 21. November 2017 wurde ihr ein von Opel im Jahr 2015 als Geschenk versprochenes Auto überreicht, was teils zu Kritik und Fragen der Unvereinbarkeit führte. Am 26. September 2018 hob der Nationalrat die parlamentarische Immunität Grünbergs auf, damit die Wirtschafts- und Korruptionsstaatsanwaltschaft in dieser Sache weiter ermitteln kann. Im Zuge der Nationalratswahlen 2019 wurde sie auf Platz 10 der Bundesliste gesetzt. Mit 549 Vorzugsstimmen zog sie wieder in den Nationalrat ein und gehörte diesem bis zum Ende der Legislaturperiode am 23. Oktober 2024 an.
Nach dem Ausscheiden von Karoline Edtstadler aus dem Nationalrat im Juli 2025 rückte sie für diese nach.

### Privates
Kira Grünberg lebt in Kematen in Tirol. Ihre ältere Schwester Brit ist eine ehemalige Stabhochspringerin und Diskuswerferin.

## Auszeichnungen
- Leichtathletin des Jahres 2014 beim „Austrian Athletik Award“
- Tirols Aufsteigerin des Jahres 2014
- Sportehrenzeichen der Gemeinde Kematen 2015
- Stärkste Frau des Jahres – MADONNA Leading Ladies Award 2015
- Awards 2015: Woman of the year Award
- Interview in der »Südtirolerin« als Frau des Monats Dezember 2015

## Videolink
- DAS! Kira Grünberg zu Gast auf: ndr.de, DAS!-Sendung vom 20. November 2017

## Print
- Kira Grünberg: Mein Sprung in ein neues Leben. Edition a, Wien 2016, ISBN 978-3-99001-175-1 (224 Seiten).
- Florian Madl: „Ich teile gerne meine Geschichte“. Interview mit Grünberg. In: Kleine Zeitung, Ausgabe vom 30. Juli 2020, S. 44 f.